# Elkalyce hugelii
Elkalyce hugelii är en fjärilsart som beskrevs av Johannes von Nepomuk Franz Xaver Gistel 1857. Elkalyce hugelii ingår i släktet Elkalyce och familjen juvelvingar. Inga underarter finns listade i Catalogue of Life.